# Carl Forberg
Carl Roy Forberg (Omaha, 4 marzo 1911 – 17 gennaio 2000) è stato un pilota automobilistico statunitense.

## Carriera
Ha tentato la qualificazione per la 500 Miglia di Indianapolis nel 1950, con una Miller, non riuscendo tuttavia ad accedere. L'anno successivo riesce a qualificarsi in ventiquattresima posizione con una Kurtis Kraft 3000, finendo la gara al settimo posto. Nel 1952 ritenta la qualificazione alla maratona dell'Indiana ma senza successo. Dopo un infortunio alla schiena causato da un incidente occorso durante una gara per vetture midget a fine 1952, si ritirò definitivamente dalle corse come pilota, rimanendo attivo come proprietario, ruolo in cui vinse diverse gare e campionati midget e sprint.
Nel 1985 venne inserito nella Michigan Motor Sports Hall of Fame, e nel 2005 nella Nebraska Auto Racing Hall of Fame.
Tra il 1950 e il 1960 la 500 Miglia faceva parte del Campionato mondiale di Formula 1, per questo motivo Forberg ha all'attivo anche 3 Gran Premi e una partenza in F1, senza aver tuttavia segnato punti validi per il mondiale. 

## Risultati

### 500 Miglia di Indianapolis
| Anno | Vettura      | Motore      | Iniziato | Finito | Giri |
| ---- | ------------ | ----------- | -------- | ------ | ---- |
| 1950 | Miller       | Offenhauser | NQ       |        |      |
| 1951 | Kurtis Kraft | Offenhauser | 24       | 7      | 200  |
| 1952 | Maserati     | Offenhauser | NQ       |        |      |

### Formula 1
| 1950 | Scuderia     | Vettura      |  |  |     |  |  |  |  |  | Punti | Pos. |
| ---- | ------------ | ------------ |  |  | --- |  |  |  |  |  | ----- | ---- |
| 1950 | Kurtis Kraft | Kurtis Kraft |  |  | Rit |  |  |  |  |  | 0     |      |

| 1951 | Scuderia     | Vettura      |  |  |   |  |  |  |  |  | Punti | Pos. |
| ---- | ------------ | ------------ |  |  | - |  |  |  |  |  | ----- | ---- |
| 1951 | Kurtis Kraft | Kurtis Kraft |  |  | 7 |  |  |  |  |  | 0     |      |

| 1952 | Scuderia     | Vettura      |  |  |     |  |  |  |  |  | Punti | Pos. |
| ---- | ------------ | ------------ |  |  | --- |  |  |  |  |  | ----- | ---- |
| 1952 | Kurtis Kraft | Kurtis Kraft |  |  | Rit |  |  |  |  |  | 0     |      |

| Legenda | 1º posto     | 2º posto | 3º posto    | A punti         | Senza punti/Non class.  | Grassetto – Pole position Corsivo – Giro più veloce |
| Legenda | Squalificato | Ritirato | Non partito | Non qualificato | Solo prove/Terzo pilota | Grassetto – Pole position Corsivo – Giro più veloce |